# Du côté de chez Swann

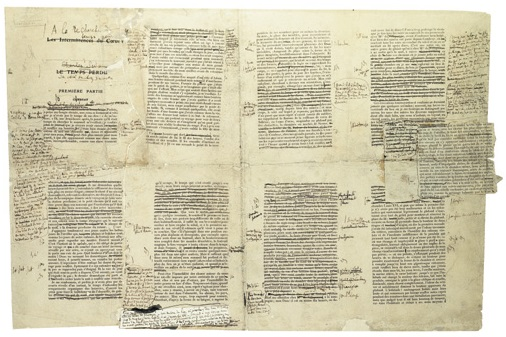
Gecorrigeerde drukproef van Du côté de chez Swann.

Du côté de chez Swann (Nederlandse vertaling: Swanns kant op of De kant van Swann) is het eerste deel van de zevendelige romancyclus À la recherche du temps perdu van de Franse schrijver Marcel Proust. Het boek bestaat ook zelf weer uit drie delen, te weten: "Combray", "Un Amour de Swann" (Een liefde van Swann) en "Noms de pays: le nom" (Plaatsnamen: de naam). Het eerste deel van "Combray" werd in 1913 op kosten van de auteur uitgegeven bij Grasset. In 1919 verscheen een volledige en aangepaste versie bij Gallimard.

## Combray
In het eerste deel van Du côté de chez Swann, Combray, haalt de auctoriële verteller in een toestand van halve slaperigheid een stroom herinneringen op aan de zomervakanties die hij als jongen met zijn ouders doorbrengt in het huis van zijn grootmoeder te Combray. "Er is een tijd geweest waarop ik vroeg naar bed ging", zo luidt de beginregel. Wat volgt is een gefragmenteerd, quasi-associatief relaas, zonder centrale handeling, geschreven in een door de cadans van het metrum bepaald muzikaal ritme. Het is een getuigenis van een bijzonder emotioneel bewustzijn, met een sterk gevoel voor het relatieve van tijd en ruimte, waarmee het werk ook wel een "gevoelsroman" wordt genoemd.
In Prousts typerende stijl worden tal van personages beschreven, steeds ontleend aan de werkelijkheid die hem omringde: de door de verteller aanbeden moeder, zijn koel-rationele vader, zijn meevoelende maar tegelijkertijd strenge oma, de ziekelijke tante Léonie, de huishoudster Françoise, familie Swann, de gravin de Guermantes, zijn schoolvriend Bloch en de schrijver Bergotte (gemodelleerd naar Anatole France en Henri Bergson). Hij heeft de neiging verliefd te worden op onbereikbare ideaalbeelden die hij in zijn verbeelding creëert, bijvoorbeeld van Swanns dochter Gilberte en de gravin de Guermantes, die hij beiden nooit ontmoet heeft. Belangrijke thema's zijn snobisme en met name de hypocrisie, "waarmee zelfs de oprechtste mensen (...) zozeer besmet zijn dat ze hun mening over iemand afleggen als ze met hem praten en weer uiten zodra hij weg is". In dat verband schrijft hij verder: "Feiten dringen niet door tot de wereld van onze overtuigingen, ze hebben die niet voortgebracht en gooien ze niet omver".
Ook objecten waarmee de verteller in Combray wordt omringd, worden uitgebreid beschreven, vaak als puur zintuiglijke ervaringen. Dit kan uiteenlopen van de kerk van Combray, tot de meidoornhaag in de tuin van Swann. Ook zijn slaapkamer wordt minutieus beschreven, als een universum waarin hij smachtend wacht op de nachtzoen van zijn moeder. Exemplarisch voor de kernidee van de romancyclus werd de beschrijving van zijn ervaring bij het weer proeven van een madeleine: het riep plotseling en onverwacht een scala aan gevoelens en gewaarwordingen op uit zijn vervlogen kindertijd: "zodra ik de smaak had herkend van het in de lindebloesemthee gedoopte stukje madeleine dat mijn tante me gaf, kwam het oude grijze huis aan de straat, waar haar slaapkamer was, zich onmiddellijk als een toneeldecor tegen de kleine vleugel aan vlijen die er voor mijn ouders aan de tuinkant was aangebouwd". De herbeleving van het beleefde is vaak mooier dan de ervaring zelf, omdat een beeld volgens Proust aan kracht kan winnen "door de weerschijn aan kleuren waarmee het in onze dagdroom toevallig wordt omgeven". De beweegredenen die het geheugen voortdurend wakker schudden - en de verloren gewaande tijd hervinden - vormen rode draad doorheen de hele roman.

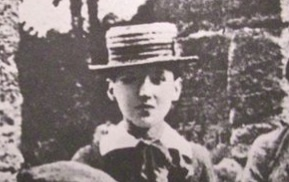
Marcel Proust, midden jaren 1880.

Uitgebreide beschrijvingen worden verder gegeven aan de talloze wandelingen die de verteller als jongeling ondernam in de omgeving, alleen of met zijn ouders, soms met zijn opa. Hij had twee wandelroutes ter beschikking. De kant van Guermantes voerde langs een riviertje richting het landgoed van de gravin de Guermantes. De kant van Méséglise-la-Vineuse liep langs bloeiende meidoornhagen tot aan het woonhuis van Charles Swann en wordt Swanns kant genoemd. Tijdens deze wandelingen mijmert de verteller op associatieve wijze over allerhande thema's, veelal over de natuur, maar bijvoorbeeld ook over de geschiedenis van oude geslachten, opgeroepen door de oude kerk van Combray, waterlelies in de rivier of de gedachte aan de gravin de Guermantes. Ook tijdens het lezen op het terras van het familiehuis ontstaan voortdurend dit soort mijmeringen, waar het personen betreft vaak met een bijzonder en geheel eigen psychologisch inzicht.

## Un Amour de Swann

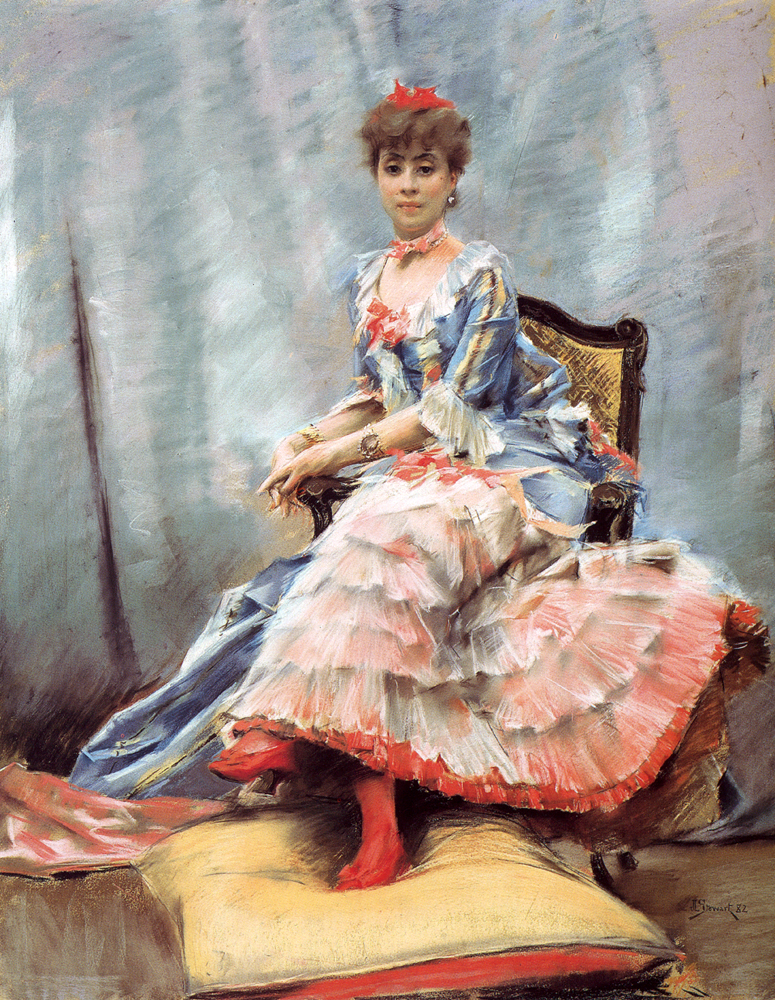
Courtisane Laure Hayman, die model stond voor Odette, door Julius LeBlanc Stewart.

Het tweede deel van Du côté de chez Swann, Un Amour de Swann (Een liefde van Swann), is eigenlijk een roman in een roman en kan dan ook zelfstandig worden gelezen. Anders dan de andere delen van de cyclus is het geschreven vanuit het perspectief van Charles Swann, die reeds in Combray werd geïntroduceerd. Voornaamste plaats van handeling is de salon van Madame Verdurin, hetgeen Proust weer in de gelegenheid stelt een keur van bijzondere personages te beschrijven, zoals de wereldvreemde dokter Cottard uit Combray, de schilder Biche, de verlegen Sarriette, de snobistische graaf de Forceville en de geschiedenisleraar Brichot.
Swann gaat op in een liefde voor de enigszins ordinaire en feitelijk beneden zijn stand geachte courtisane Odette de Crécy. De liefde maakt hem echter niet gelukkig. Odettes onvoorspelbaarheid en haar neiging met anderen te flirten, maakt hem soms radeloos jaloers, waarmee het belangrijkste thema van het boek is benoemd. Swann verlaagt zich ertoe haar te bespieden, voelt zich angstig en weet zich niet meer normaal te gedragen, om zich uiteindelijk onmogelijk te maken in de kringen van Madame Verdurin. Het verhaal eindigt ermee dat Odette zich tegenover zijn vrienden prijzend over hem uitlaat, waarmee zijn jaloezie verdwijnt, maar tegelijk ook zijn liefde voor haar. Het deel eindigt met zijn verzuchting: "en dan te bedenken dat ik jaren van mijn leven heb vergooid, dat ik dood heb willen gaan en mijn grootste liefde heb gevoeld voor een vrouw die ik niet aantrekkelijk vond, die mijn type niet was".
Opvallend is dat Swann in Combray en ook in latere delen van de cyclus gewoon gelukkig getrouwd blijkt met Odette.

## Noms de pays: le nom

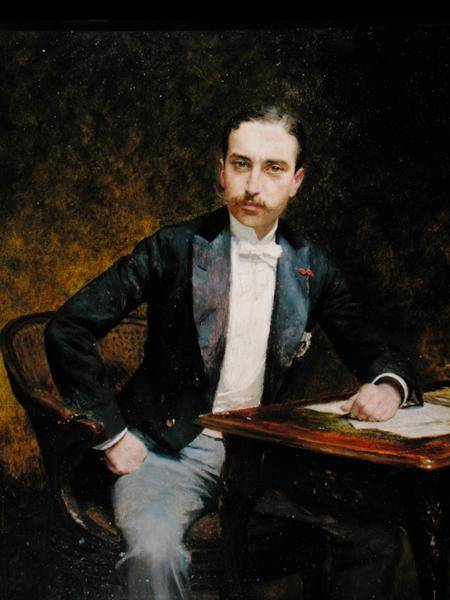
De Joodse effectenmakelaar Charles Haas (1833-1902), die model stond voor Swann, door Théobald Chartran.

"Noms de pays: le nom" (Plaatsnamen: de naam) is het korte afsluitende derde deel van Du côté de chez Swann, De verteller mijmert opnieuw over zijn kindertijd, over dromen en werkelijkheid, over landen en namen van plaatsen, die voor hem een poëtische kracht hebben. Hij verbeeldt zich verre reizen te maken die vervolgens niet doorgaan. Treinen beschrijft hij als vorstelijke kroonjuwelen. In dit deel introduceert hij ook Gilberte, de door hem geadoreerde dochter van Charles Swann waarover hij in Combray al fantaseerde: "Van ons tweeën was ik de enige die liefhad". Swann krijgt hiermee voor hem ook een soort van andere identiteit, zoals alles met de tijd verandert. Aan het einde van het verhaal verzucht de verteller "hoe tegenstrijdig het is om in de werkelijkheid op zoek te gaan naar de schilderingen van het geheugen, die daar nooit de betovering zouden hebben die ze ontlenen aan het geheugen zelf en aan het feit dat ze niet door de zintuigen worden waargenomen".
"Noms de pays: le nom" lijkt een soort aanhangsel bij Combray, maar is eerder te beschouwen als een prelude op het volgende deel in de cyclus, À l'ombre des jeunes filles en fleurs, waarin de verteller zijn liefde voor Gilberte Swann - en later Albertine - verder uitwerkt.

## Vertalingen in het Nederlands
Eerste Nederlandse vertalingen van Du côté de chez Swann verschenen van de hand van Miep Veenis-Pieters (Een liefde van Swann, 1966) en Nico Lijsen (Combray, 1970). Hun werk werd voortgezet door Thérèse Cornips, die in 2009 haar integrale vertaling van À la recherche du temps perdu voltooide. Ook de eerste twee delen van Du côté de chez Swann werden door haar opnieuw vertaald en gepubliceerd onder de titel De kant van Swann. In 2015 verbaasde het schrijversduo Rokus Hofstede en Martin de Haan (tot enig ongenoegen van Cornips, die het "niet leuk" noemde) met een alweer nieuwe vertaling van het eerste deel van À la recherche du temps perdu, onder de titel Swanns kant op. In de pers werd deze vertaling uitgebreid vergeleken met die van Cornips. De algemeen heersende opvatting was dat Cornips dichter bij het Frans blijft wat betreft zinsstructuur en vocabulaire, maar dat de vrijere vertaling van Hofstede en de Haan eigentijdser is, minder archaïsch, makkelijker leest. Kiki Coumans stelde in vertalerstijdschrift Filter dat Hofstede en De Haan "een goed oog hebben voor de stijlkenmerken van Proust en erg inventief zijn in het omvormen van ingewikkelde grammaticale constructies in heldere en vloeiende Nederlandse zinnen", maar plaatste een punt van kritiek bij hun neiging naar spreektaal, die zij met name in de dialogen soms wat minder passend achtte bij de personages uit de aristocratische beaumonde, binnen de context van de tijd.